# Eggert Christopher Knuth (1786-1813)
 Der er flere personer med dette navn, se Eggert Christopher Knuth.
Eggert Christopher greve Knuth (4. april 1786 i København – 28. maj 1813 i Sarpen ved Christiania) var en dansk jurist, bror til Julius Knuth og far til Frederik Marcus Knuth.
Han var søn af grev Frederik Knuth og Juliane Marie von Møsting, blev 1802 student (privat dimitteret), 1806 cand.jur. og samme år auskultant i Højesteret, blev 25. april 1810 konstitueret amtmand i Akershus Amt, 23. januar 1812 kammerherre og fik 24. februar 1813 (fra 1. marts) afsked fra amtmandsposten. Blot tre måneder senere druknede han ved en ulykke ved Sarpen. Det blev derfor hans unge søn, Frederik Marcus, som efterfulgte ham som lensgreve til grevskabet Knuthenborg.
Han var besidder af substitutionen for Stamhuset Lerchenfeldt.
Knuth ægtede 12. december 1810 i Christiania Karen Rosenkrantz (10. juli 1792 i Elling – 27. februar 1837 i Christiania), datter af stiftamtmand, norsk statsråd, kammerherre Marcus Giøe Rosenkrantz og 1. hustru Amalia Tugendreich von Barner. Hun ægtede 2. gang 22. juni 1815 norsk generalmajor, kammerherre Carl Frederik Ferdinand Vilhelm Albrecht Kaltenborn.